# Thomas Reiner (Komponist)
Thomas Reiner (* 1959 in Bad Homburg vor der Höhe) ist ein in Australien lebender deutscher Komponist.

## Leben
Thomas Reiner wurde 1959 in Deutschland geboren und siedelte 1979 nach Australien um. Er studierte an der Universität Melbourne Komposition bei Keith Humble, Barry Conyngham und Peter Tahourdin sowie in Deutschland bei Wolfgang Hufschmidt und Hans Werner Henze. Thomas Reiner promovierte 1996 an der Universität Melbourne. Er ist Hochschullehrer für Komposition an der Monash University in Melbourne. Reiner komponiert sowohl Solo-Stücke, Orchesterstücke bis hin zu elektronischer Musik. 1996 gründete er die Gruppe re-sound. 2003 wurde Thomas Reiner der australische Repräsentant der französischen Gesellschaft Des Amis De Claude Delvincourt.

## Werke (Musik)
- „Conversations“ (Move, MD 3289)
- „Hard Chamber“ (Move, MD 3280)
- „In C“ (Move, MD 3262)
- „Mistika“ (Move, MD 3168)
- „re-sound“ (Move, MD 255)

## Werke (Literatur)
- Thomas Reiner: „Semiotics of Musical Time“, Peter Lang Publishing New York 2000, ISBN 0-8204-4525-8

## Auszeichnungen
- International Witold Lutosławski Composers’ Competition (Polen)
- 1994 ALEA III International Composition Competition (Boston University)
- 1995 Albert H. Maggs Composition Award (Australien)
- 1997 International Boswil Composers’ Competition (Künstlerhaus Boswil, Schweiz)
- 2001 Dorian Le Gallienne Award for Composition (Australien)